# Zingiber capitatum
Zingiber capitatum là một loài thực vật có hoa trong họ Gừng. Loài này được William Roxburgh miêu tả khoa học đầu tiên năm 1810. Tên gọi trong tiếng Hindu jenglí-adrac.

## Phân bố
Loài này có tại khu vực từ Trung tới Đông Himalaya. Tại Ấn Độ từ vùng Kumaon (miền đông bang Uttarakhand) tới Sikkim, Darjeeling (miền bắc bang Tây Bengal) tới Meghalaya (Bhoilasa) và Assam; Nepal; Bhutan; Bangladesh; miền bắc Myanmar.

## Phân loại
Schumann (1904) đặt Z. capitatum trong tổ Dymczewiczia.

## Mô tả
Thân giả cao tới 1,3 m. Lá không cuống, thẳng-hình mũi mác hoặc thẳng dài thon nhỏ-nhọn thon, đáy hẹp bằng, mọc thẳng, ôm thân hoặc hở, mặt trên nhẵn nhụi, mặt dưới có lông tơ. Lưỡi bẹ không dài quá 1 mm, hai thùy hình tai, có lông tơ. Cành hoa bông thóc đầu cành, mọc thẳng đứng, hình elipxoit hẹp, nhọn, kết đặc, dài 10-14 cm, đường kính 4,5 cm. Lá bắc ngoài hình mác, hình trứng hoặc thuôn dài, các lá bắc trên hình mác nhọn, có lông tơ, màu xanh lục, mép hẹp màu nâu hạt dẻ; lá bắc trong (lá bắc con) hình trứng. Bầu nhụy có lông lụa ngắn. Đài hoa có răng cưa, dạng màng, dài 1 cm, màu trắng. Ống tràng dài hơn; các thùy hình mác, màu vàng nhạt, dài 2,3 cm. Cánh môi hình tròn, màu vàng nhạt, mép khía răng cưa, rộng 1,8 cm; các thùy bên thuôn dài, tù, đồng màu. Quả nang màu hoe đỏ, hình elipxoit, dài 2 cm. Hạt màu đen, áo hạt màu trắng, xé rách. Nở hoa đầu mùa mưa và hạt chín trong tháng 9-10.